# Boavista Futebol Clube da Praia
Der Boavista Futebol Clube da Praia (kurz Boavista Praia) ist ein kapverdischer Fußballverein aus der Hauptstadt Praia. Die Profi-Fußballmannschaft des Boavista Praia trägt ihre Heimspiele im städtischen Estádio da Várzea aus. Das Stadion hat einen Kunstrasenplatz und fasst 8.000 Zuschauer.

## Geschichte
Der Verein wurde am 3. Juli 1939 als Filialverein des portugiesischen Klubs Boavista FC gegründet, in Praia, der Hauptstadt der damals noch portugiesischen Kolonie Kap Verde.

## Stadion

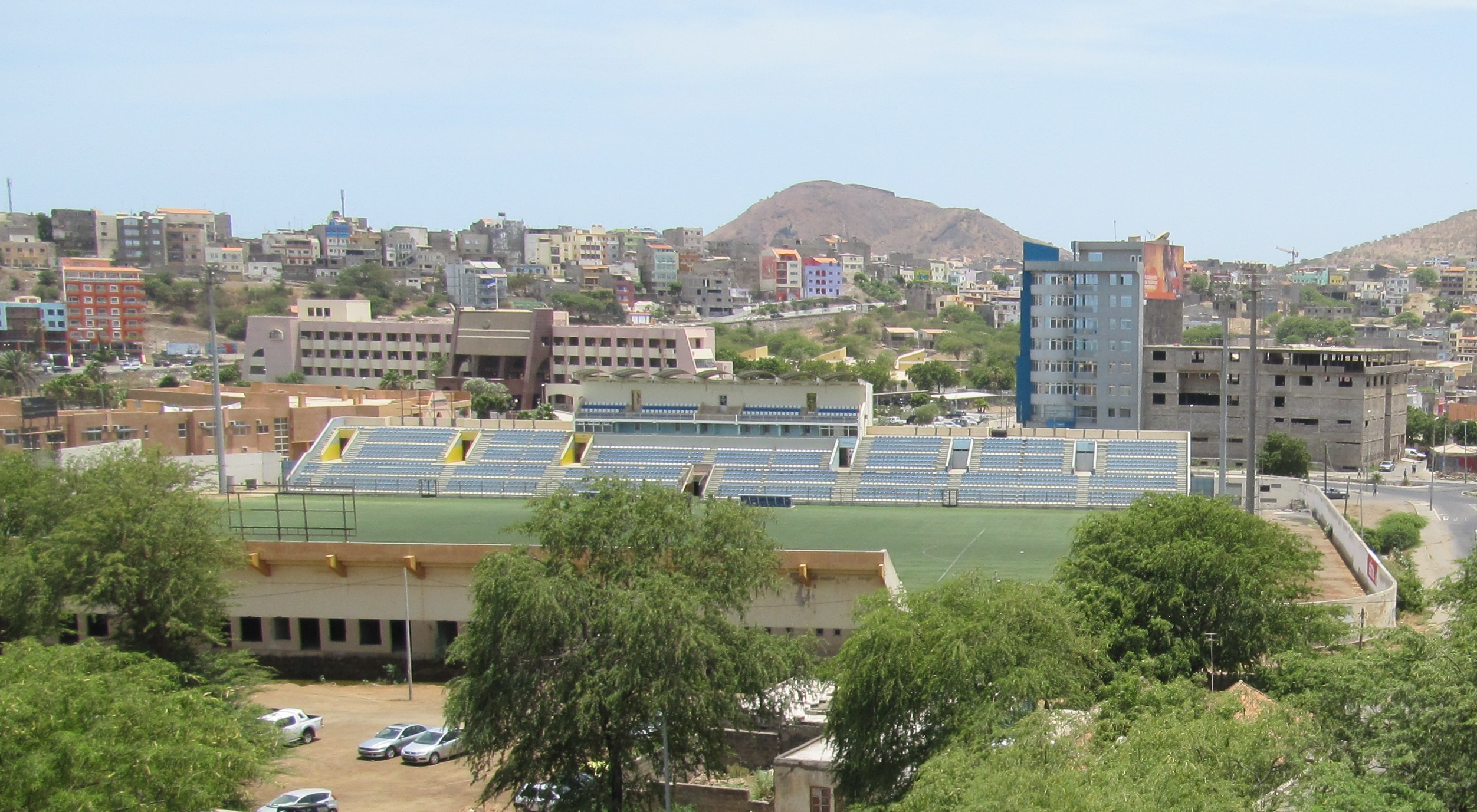
Estádio da Várzea, Heimspiele von Boavista Praia

Das Estádio da Várzea ist in Várzea, einem Stadtteil von Praia. Es fasst 8.000 Zuschauer. Es dient als Kulisse für die Heimspiele von Boavista Praia und Sporting Praia, CD Travadores, Académica, Desportivo and Vitória, alles in die Santiago-Süd-Meister.

## Erfolge
- Kap-Verdischer Meister: 1963, 1988, 1995, 2010, 2024[2]
- Kap-Verdischer Pokalsieger: 2009, 2010
- Santiago-Meister: 1963, 1988, 1993, 1995
- Süd-Santiago-Meister: 2011, 2015
- Praia-Pokal: 2009, 2010, 2011, 2015
- Praia-Super-Pokal: 2015
- Süd-Santiago-Offening: 2003
- Andere Erfolge:
  - Meisterspokal (Taça de Campeões) von Boavista Praia: 2014[3], 2016

## Sporting Praia in den afrikanischen Wettbewerben
| Saison | Wettbewerb            | Runde    | Land         | Verein           | Heim | Auswärts |
| ------ | --------------------- | -------- | ------------ | ---------------- | ---- | -------- |
| 1994   | CAF Confederation Cup | Vorrunde | Sierra Leone | Diamond Stars FC | 3:1  | 4:1      |
| 1996   | CAF Champions League  | Vorrunde | Mauretanien  | ASC Sonalec      |      |          |
| 1996   | CAF Champions League  | 1. Runde | Algerien     | JS Kabylie       | 1:2  | 2:0      |

## Bedeutende ehemalige Spieler
Die Spieler sind alphabetisch sortiert
- Babanco
- Kiki Ballack
- Fufuco
- Gegé
- Kuca
- Nilson Tavares
- Moía Mané
- Mustapha Sama

## Trainerchronik
| Trainer              | Nationalität | Amtszeit               |
| -------------------- | ------------ | ---------------------- |
| Janito               | Kap Verde    | 2012                   |
| Humberto Bettencourt | Kap Verde    | 2013–2013/4            |
| Nelito Antunes       | Kap Verde    | 2013/14–September 2015 |
| Joel de Castro       | Portugal     | auf September 2015     |